# 112 (عدد)
112 (مائة واثنا عشر) هو عدد صحيح. يلي العدد 111 ويسبق العدد 113 وهو عدد طبيعي موجب.